# Ризалит
Ризалит (из италијанског risalto - иступити) је означавање средњег или бочног дела зграде који излази по целој висини из лица прочеља зграде све до једне прозорске осовине.
Дубина ризалита може бити сасвим неприметна на пример само у испусту од малтера. У том случају говоримо о „псеудоризалиту“ који пак није јако раширен. Ако пак ради о ризалиту који иступа за две или више прозорске осовине ради се већ о самосталном крилу. Ризалит по правилу наглашава средину или крајеве зграде и богато је рашчлањаван. Често је његов главни елемент портал, балкон, тераса. Ризалит може бити и виши од осталих делова зграде и може се завршавати специјалним кровом нпр. мансардом. Изузетно је ризалит понекад и нижи од остатка зграде.
Честа комбинација је три ризалита (види слику). Ризалит је обично правоугаониг облика али може бити и полигонални, полуваљкасти или у облику потковице када се зове цилиндричан ризалит.

## Извор
1. Чланак је превод чланка делом или у потпуности са истоименог чланка чешке википедије